# Дембська-Воля
Дембська-Воля (пол. Dębska Wola) — село в Польщі, у гміні Моравиця Келецького повіту Свентокшиського воєводства.
Населення — 646 осіб (2011).
У 1975-1998 роках село належало до Келецького воєводства.

## Демографія
Демографічна структура на день 31 березня 2011 року:
|          | Загалом | Допрацездатний вік | Працездатний вік | Постпрацездатний вік |
| -------- | ------- | ------------------ | ---------------- | -------------------- |
| Чоловіки | 339     | 72                 | 243              | 24                   |
| Жінки    | 307     | 68                 | 175              | 64                   |
| Разом    | 646     | 140                | 418              | 88                   |